# Association sportive féminine de Sfax
L'Association sportive féminine de Sfax (arabe : الجمعية الرياضية النسائية بصفاقس) ou ASF Sfax est un club tunisien de handball fondé en 1978 et basé à Sfax.

## Palmarès
Compétitions nationales
- Championnat de Tunisie (3) :
  - Vainqueur  : 2007, 2009, 2018
- Coupe de Tunisie (3) :
  - Vainqueur  : 2007, 2009, 2019

Compétitions régionales
- Coupe arabe des clubs vainqueurs de coupe (1) :
  - Vainqueur  : 2018
- Supercoupe arabe (1) :
  - Vainqueur  : 2018

Compétitions internationales
- Ligue des champions d'Afrique :
  - Finaliste  : 2017